# 완귀정
완귀정(玩龜亭)은 대한민국 경상북도 영천시 도남동에 있는 건축물이다. 1980년 6월 17일 경상북도의 민속문화재 제20호로 지정되었다.

## 지정 사유
완귀 안증 선생이 벼슬을 버리고 고향으로 내려와 학문을 연구하고 제자들을 가르치던 곳이다.
안증 선생은 인종이 세자로 있을 때 학문을 가르쳤던 중종 때 학자이다. 명종 1년(1546)에 지은 집으로 안채·사랑채를 비롯하여 여러 채의 건물로 구성되었다.
사랑채는 안증의 호를 따서 완귀정이라 이름하였는데 숙종 21년(1695) 성재 안후정이 지은 건물이다. 앞면은 1층으로 되었으며 뒷면에는 호계천을 향하여 누(樓)를 두었다. 완귀정 옆에는 좌우에 누를 둔 건물이 있는데, ‘식호와’라고 쓴 현판이 걸려 있으며 꾸밈을 달리하여 계절에 따라 선택해서 사용했던 것으로 여겨진다.
소박하게 꾸며진 선비의 집으로 지방적인 특색을 나타내고 있으며 민속적인 측면에서 보존 가치가 있다.

## 세부 내역
| 번호   | 사진 | 명칭            | 소재지                 | 관리자 (단체) | 지정일               | 참조 |
| 20-1호 |      | 완귀정 (玩龜亭) | 경북 영천시 도남동 595 | 광주안씨문중  | 1980년 6월 17일 지정 |      |
| 20-2호 |      | 식호와 (式好窩) | 경북 영천시 도남동 595 | 광주안씨문중  | 1980년 6월 17일 지정 |      |
| 20-3호 |      | 정침 (正寢)     | 경북 영천시 도남동 595 | 광주안씨문중  | 1980년 6월 17일 지정 |      |
| 20-4호 |      | 행랑채 (행랑채) | 경북 영천시 도남동 595 | 광주안씨문중  | 1980년 6월 17일 지정 |      |
| 20-5호 |      | 고간 (고간)     | 경북 영천시 도남동 595 | 광주안씨문중  | 1980년 6월 17일 지정 |      |
| 20-6호 |      | 변소 (便所)     | 경북 영천시 도남동 595 | 광주안씨문중  | 1980년 6월 17일 지정 |      |

## 참고 문헌
- 완귀정 - 국가유산청 국가유산포털